# Ar Re Yaouank
Ar Re Yaouank [ar ʁeː ˈjɔwːãŋk] (« Les jeunes » en breton) est le nom d'un groupe de musique bretonne, constitué en 1986 par deux frères, nés à Quimper et résidant dans les Côtes-d'Armor, Fred et Jean-Charles Guichen (16 et 14 ans à l’époque) jouant respectivement de l'accordéon diatonique et de la guitare, rejoints en 1987 par Gaël Nicol (bombarde et biniou kozh), David Pasquet (bombarde), puis en 1990 par Stéphane de Vito à la basse électrique.
Avec l'énergie du rock, tout en respectant l'esprit des airs traditionnels, ils ajoutent une rythmique très rapide, portant les danseurs à la transe. Ainsi, ils ont redynamisé les fest-noz, attirant le jeune public et de nouveaux adeptes. À la dissolution du groupe en 1998, chacun a continué d'évoluer dans la musique bretonne, avec différentes formations, les Frères Guichen, principalement en duo sous leur propre nom.

## Biographie

### Breizh rock attitude
Les frères Fred et Jean-Charles Guichen ont un pied dans la découverte de la musique traditionnelle et une oreille dans ce qui se fait de nouveau avec Alan Stivell mais aussi des groupes comme les Karroth Rapées de Jean-Pierre Riou ou Parabellum, La Souris déglinguée, les Bérurier noir et les Anglais The Pogues et Sex Pistols, attirés par « tous ce qui était un peu « rebelle » »[réf. nécessaire].
Leur rencontre au festival Le Petit Village de Lanfains avec les talabarders (sonneurs de bombardes) David Pasquet et Gaël Nicol (qui ne se mettra au biniou que quelques années plus tard) va faire des étincelles sur les planchers du Kreiz Breizh ; les « jeunes », surnommés ainsi naturellement par les « anciens du secteur », fusionnent leurs savoir-faire musicaux en centre Bretagne. À la fin des années 1980, ce groupe de jeunes talentueux et dynamiques va ramener vers l'épicentre du fest-noz toute une jeunesse qui s'en éloignait, n'étant pas attiré par reproduire ce que les parents avaient adulé quelque quinze ans plus tôt.
L'arrivée dans le groupe, en 1991, de Stéphane de Vito, bassiste de Pat O'May, « booste le groupe de façon extraordinaire », selon les propos de Jean-Charles Guichen. Le groupe, qui interprète des morceaux traditionnels à danser et des compositions personnelles, se produit en fest-noz et concerts en Bretagne, à Paris et dans divers festivals, qu'ils soient rock ou traditionnels, avec un succès certain, de 1986 à 1998 quand la formation est dissoute. Leur seule présence suffisait à drainer des foules nombreuses, bien au-delà du public traditionnel de fest-noz.

### Impact sur le renouveau du fest-noz

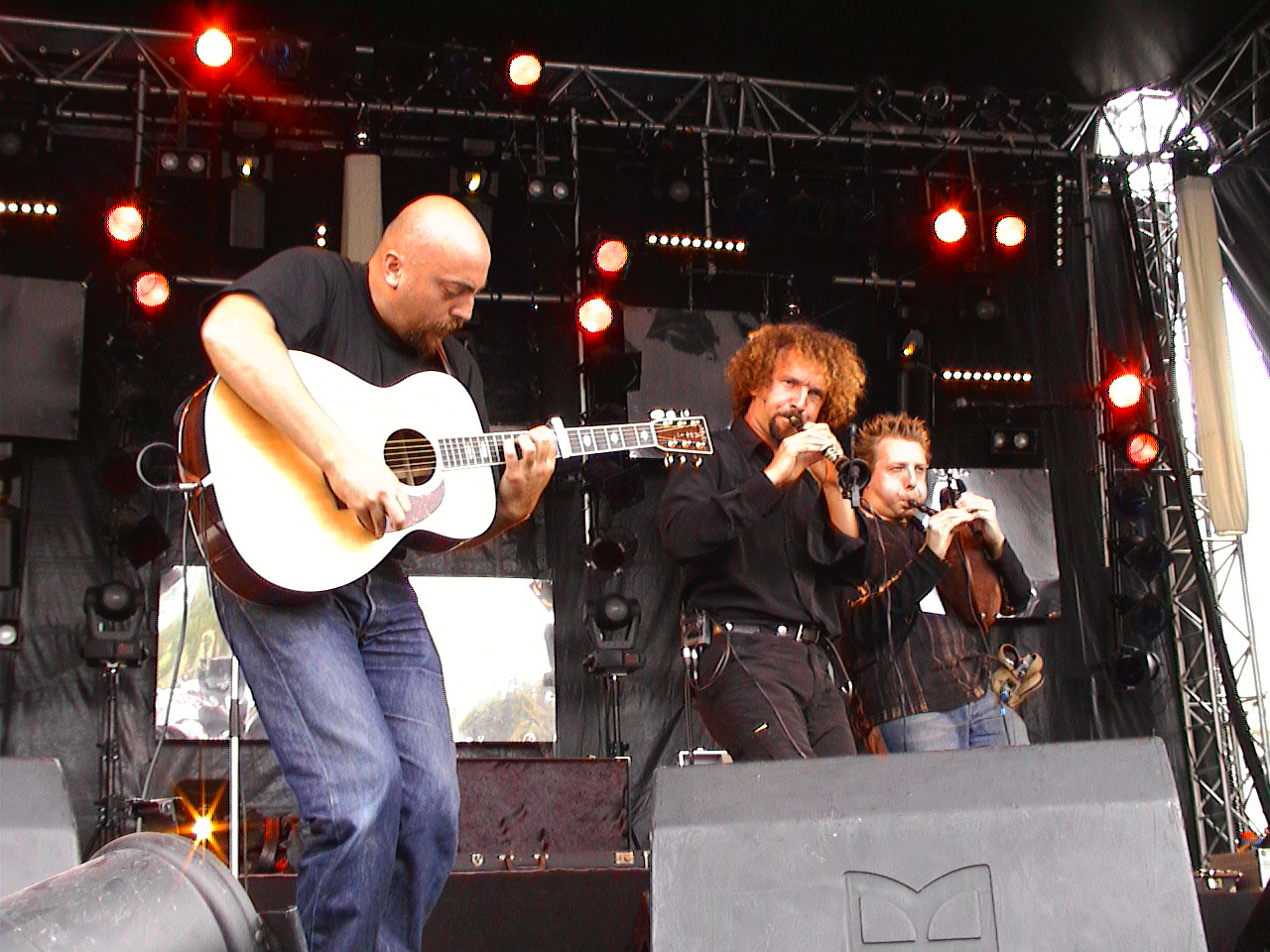
Jean-Charles Guichen avec le David Pasquet Trio aux Nuits Celtes à Muzillac en 2003.

Ar Re Yaouank a ainsi marqué les festoù-noz et renouvelé par sa modernité la musique traditionnelle à danser en Bretagne ; arrangements rock, technique de l'accord ouvert à la guitare et jeu de scène séducteur révolutionnent le genre. Leur musique est marquée par un son rock (grâce à la basse et à l'amplification du son), une énergie débordante (eux-mêmes parlaient de musique « couillue »[réf. nécessaire]) et des compositions finement arrangées tout en respectant la rythmique traditionnelle. Ainsi leur musique se vit aussi bien en concert que sur disque. On peut dire qu'ils ont été à l'origine du regain de popularité des festoù-noz dans les années 1990, en attirant un jeune public qui jusqu'ici ignorait tout des musiques bretonnes. D'une certaine façon, il y a un avant et un après Ar Re Yaouank.
En 1995, le groupe sort l'album Breizh Positive, dont le morceau titre est resté mythique, ainsi que l'an-dro M-A-L ou le plinn Ha Dall ha Dall Daoned ! par exemple. Dans Trad Magazine, Dominique Le Guichaoua considère que « sur chaque titre il y a des trouvailles : leitmotivs mélodiques, duos guitare - accordéon, utilisation maligne du couple biniou-bombarde, valse mineure avec quatuor à cordes, mixage surprise, larges inspirations et improvisations... ». À l'occasion de la Saint-Patrick, en 1997, le groupe anime deux fest-noz parisiens.
Ils font danser les gens à travers le monde, et même des publics très rock en faisant « cinq ou six fois la première partie des Pogues ». Les frères Guichen sont même invités en 2000 par Trust, groupe de hard rock le plus célèbre de l'Hexagone, en tant que « ACDC celtes » selon le guitariste Nono, devant les sept mille spectateurs du Zénith de Paris.

### AprèsAr Re Yaouank
Paradoxalement, c'est justement l'année de leur séparation que le groupe de rap-celtique Manau leur apportera leur plus grande diffusion en radio en choisissant de sampler Breizh Positive pour le titre Panique celtique, figurant sur l'album du même nom.
Régulièrement, en fest-noz ou en concert, les musiciens ayant composé le groupe, ou même d'autres, comme Celtas Cortos et Red Cardell, lui rendent hommage en lui dédicaçant un morceau. C'est dire l'empreinte qu'ils ont laissée dans le monde musical breton. Ils poursuivent désormais leur carrière dans diverses formations. Les frères Guichen ont créé leur quartet (trois albums déjà publiés), en cultivant un son souvent énergique, au service de thèmes irlandais chers à Frédéric Guichen, d'airs à danser issus de la tradition bretonne, ou de compositions oniriques. David Pasquet a accompagné une des plus grandes voix de Bretagne, Denez Prigent, avant de former son propre groupe, le David Pasquet Group. Gaël Nicol a participé à plusieurs formations, notamment Bleizi Ruz, Angel I.K et Diwall et Felix Virgo.

### Reformation
Le 14 juillet 2011, le groupe accepte de se reformer exceptionnellement et d'ouvrir la 20e édition du Festival des Vieilles Charrues, sur la scène Glenmor, devant 40 000 spectateurs conquis, dansant An dro et Gavottes. Lors d'une soirée privée pour le repas des bénévoles du Festival des Vieilles Charrues en janvier 2012, ils jouent ensemble une seconde fois. Il se reforment également une troisième fois le 23 novembre 2013 lors du Festival Yaouank devant plus de 8 000 danseurs.

#### Ouvrages
- Ronan Gorgiard, L'étonnante scène musicale bretonne, Plomelin, Palantines, coll. « Culture et patrimoine », 2008, 255 p. (ISBN 978-2-911434-98-3, BNF 41381758), « La scène bretonne actuelle », p. 174-175
- Thierry Jigourel (préf. Pascal Lamour), Festoù-Noz : Histoire et actualité d'une fête populaire, CPE, coll. « Reflets de terroir », 2009 (ISBN 978-2-84503-683-3), « Ar Re Yaouank, le feu aux planchers », p. 84-85
- Collectif (dir. Frank Darcel), ROK : De 1960 à nos jours, 50 Ans de musique électrifiée en Bretagne, t. 2 : 1990/2013, Rennes, LATDK, 2013, 480 p. (ISBN 978-2-9543644-0-7, BNF 45499011), « La nouvelle vague celte », p. 134-135

#### Articles
- Dominique Le Guichaoua, « Ar Re Yaouank, Breizh positive », Trad Magazine, no 74,‎ mai-juin 1995, p. 74
- Denys Levassort, « Ar Re Yaouank. Quelle jeunesse ! », Trad Magazine, no 55,‎ septembre-octobre 1997, p. 12-13